# Leonard Hawkes
Leonard Hawkes (Paulton, Somerset, 6 de agosto de 1891 — 29 de outubro de 1981) foi um geólogo britânico.
Era uma autoridade na geologia da Islândia, realizando estudos em vulcanologia, petrologia  e glaciologia.
Foi professor de geologia do Bedford College, Universidade de Londres, de 1928 a 1956. Foi secretário da Sociedade Geológica de Londres de 1934 a 1942 e presidente de 1954 a 1957. Foi eleito membro da Royal Society em 1952.
Foi laureado com a Medalha Murchison em 1946 e com a Medalha Wollaston em 1962, ambas pela Sociedade Geológica de Londres.

## Obras
- "Geology and time", Nottingham, 1953;
- "Iceland", Londres, 1942.